# 布罗莫结构域
布罗莫结构域（英語：bromodomain）是识别如组蛋白N端尾部等位置乙酰化赖氨酸残基的蛋白质结构域。这一识别过程往往是蛋白质-组蛋白相关及染色质重塑的先决条件。该结构域的采取一种全-α蛋白质折叠的形式，由四个α螺旋捆在一起形成。

## 发现
约翰·W·塔穆昆与其同僚在研究brm基因时发现了布罗莫结构域这一新的结构模体，且与那些涉及转录活化的基因有着相似的序列.。